# Ованнес Тавушеци (Ванакан)
Ованне́с (Иованне́с) Тавушеци́ известный как вардапе́т Ванака́н (арм. Վանական Վարդապետ Տավուշեցի, 1181—1251) — армянский историк и богослов XIII века, деятель армянской церкви.

## Биография
Родился в провинции Тавуш. Был учеником Мхитара Гоша в монастыре Нор-Гетик. Известен своей плодотворной литературной, а также педагогической деятельностью, автор многих трудов, основатель высшей школы при монастыре Хоранашат. Из упоминаний его учеников явствует, что Ванакан оставил потомству исторический труд, посвященный татаро-монгольскому нашествию («История монголов»), который в настоящее время считается утраченным и лишь в отрывках цитируется его учениками Киракосом, Варданом и Магакией. В 1236 году, вместе с учениками, попал в плен к монголам, был освобожден через несколько месяцев благодаря выкупу, собранному жителями крепости Гаг.
Ванакан был центральной фигурой средневекой армянской педагогики. Из его учеников нам известны Вардан Аревелци, Киракос Гандзакеци, Григор Акнерци, Исраэл Хаченци и некоторые другие деятели средневековой армянской культуры.

## Труды
Наследие Ованнеса Тавушеци значительно и разнообразно. Это и толкования на Ветхий и Новый Заветы (самым объемным является «Толкование на книгу Иова»), проповеди, энкомии. О его утерянном историческом труде сообщают Вардан Аревелци и Киракос Гандзакеци (возможно для последних служил историческим источником). Труд представлял собой историю Армении с древнейших времен до первой половины XIII столетия. Важнейшим сохранившимся произведением является книга вопросов и ответов — эротематический сборник. Она является энциклопедией истории армянской культуры до XIII века.